# Yxlan

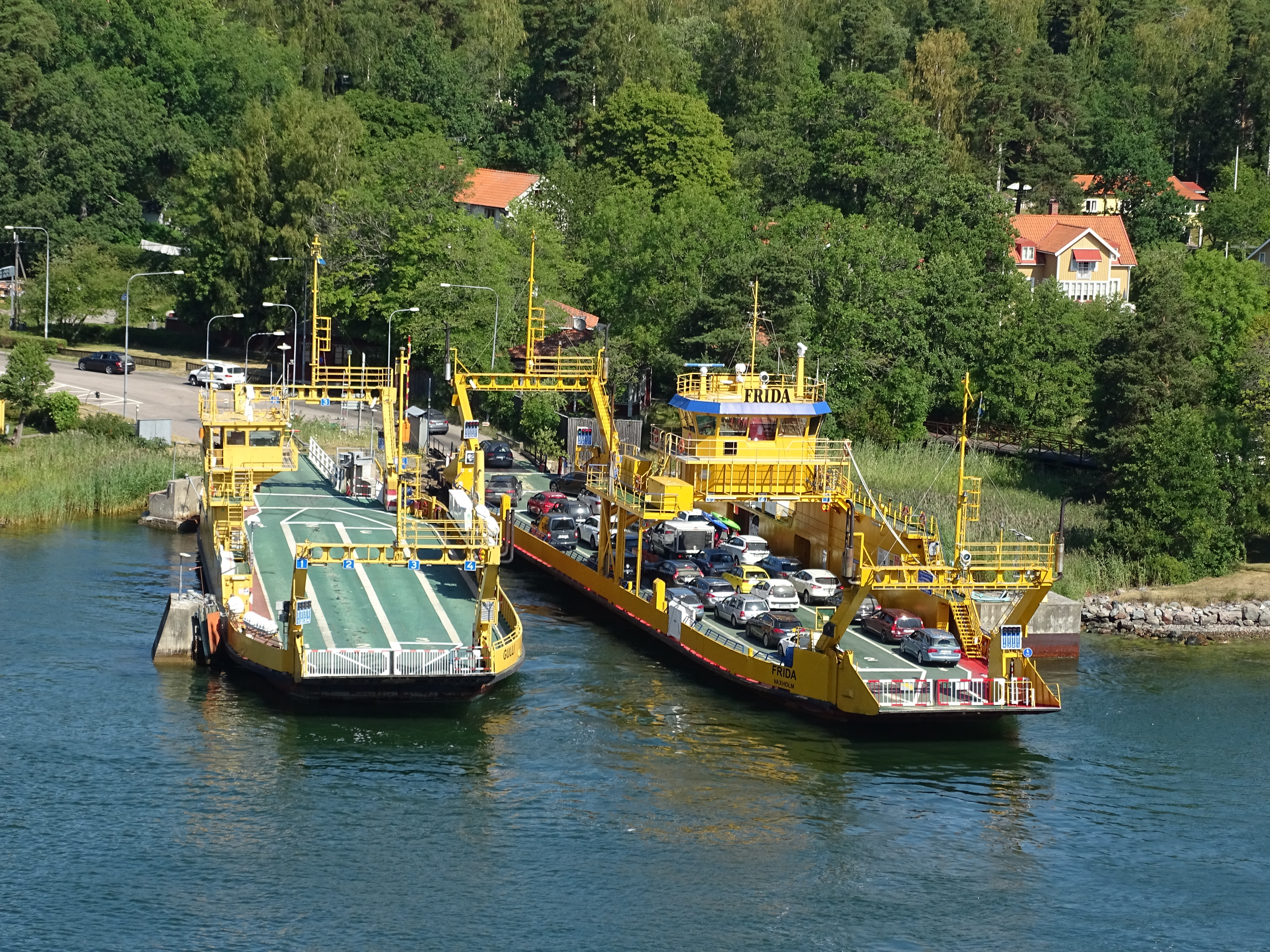
Yxlan-Furusund ferry

Yxlan es el nombre que recibe una isla en el archipiélago de Estocolmo, que se encuentra entre Furusund y Blidö y pertenece a la parroquia de Blidö en el municipio de Norrtälje, Condado de Estocolmo, en el país europeo de Suecia.
Es básicamente una isla cubierta de árboles y de unos 15 kilómetros de largo. En el norte de la isla, cerca de Köpmanholm, esta una escuela. La isla es accesible desde tierra firme a través de transbordadores.